# Gare de Saint-Denis
Pour les articles homonymes, voir Gare de Saint-Denis (homonymie).
Ne doit pas être confondu avec Gare du Stade de France - Saint-Denis.
La gare de Saint-Denis, également appelée Saint-Denis - L'Île-Saint-Denis, est une gare ferroviaire française des lignes de Paris-Nord à Lille et de Saint-Denis à Dieppe. Elle est située à l'ouest de la commune de Saint-Denis, dans le département de la Seine-Saint-Denis, en région Île-de-France, au nord de la partie du territoire communal comprise entre la Seine et le canal Saint-Denis, à la hauteur de l'avant-dernière écluse de ce dernier avant le fleuve. Le bâtiment voyageurs donne sur la place des Victimes du 17-Octobre-1961, dénomination depuis mars 2007 de l'ancienne Place de la Gare. Un pont constituant une partie de la rue du Port, ainsi qu'une passerelle pour piétons au-dessus du canal, permettent de passer vers le centre de la ville.
Elle est l'une des trois gares, avec celles du Stade de France - Saint-Denis (sur la ligne D du RER) et de La Plaine - Stade de France (sur la ligne B du RER), qui desservent la commune, plus particulièrement le centre-ville, ainsi que la commune voisine de L'Île-Saint-Denis (située à l'ouest).
Elle fait l'objet d'études en 2006, dans le cadre du comité de pôle du plan de déplacements urbains (PDU), afin de la rendre plus fonctionnelle, plus confortable et lui permettre d'accueillir les flux induits par le prolongement de la ligne de tramway T1 vers l'ouest, par la rue du Port, et par la création de la ligne de tramway T8, qui sont en correspondance avec la gare. Sous-dimensionnée, elle fait l'objet de nouvelles études en 2017, afin d'accroître ses capacités d'échanges et la rendre accessible.

## Situation ferroviaire
Établie à 37 mètres d'altitude, la gare de bifurcation de Saint-Denis est située au point kilométrique (PK) 6,131 de la ligne de Paris-Nord à Lille, entre les gares du Stade-de-France - Saint-Denis et de Pierrefitte - Stains. Elle est également l'origine, à ce même PK, de la ligne de Saint-Denis à Dieppe, avant la gare d'Épinay - Villetaneuse.

## Histoire
Le 12 février 1844, le conseil municipal est informé par le maire que la « Compagnie du chemin de fer de Paris en Belgique (par Pontoise) » a l'intention d'établir une station à Saint-Denis sur le site appelé « la maison de Seine » (emplacement actuel de la gare). Après délibération, estimant que le site est mal choisi, le conseil émet le vœu qu'il vaudrait mieux qu'elle soit installée sur la place aux Gueldres (aujourd'hui place de la Résistance-et-de-la-Déportation).

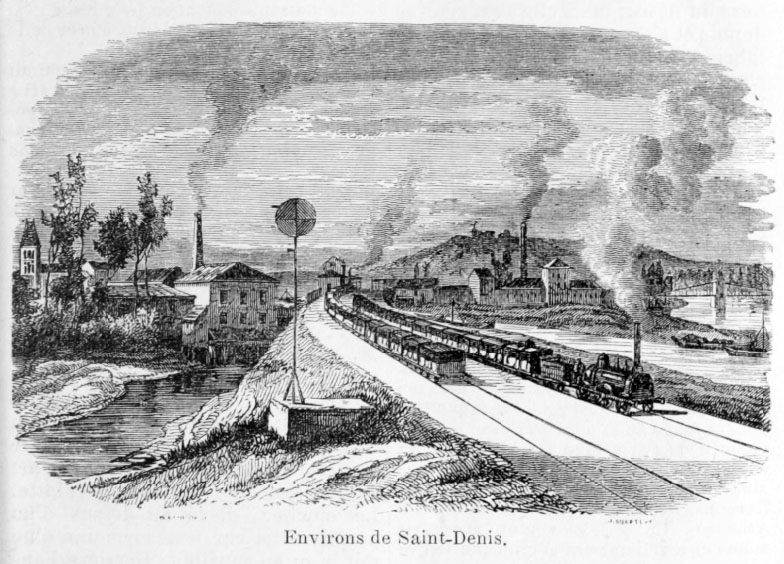
Dessin gravé de 1856.

La gare de Saint-Denis est officiellement mise en service le 21 juin 1846 par la Compagnie des chemins de fer du Nord, lorsqu'elle ouvre à l'exploitation la ligne de Paris-Nord à Lille qui se dirigeait alors vers Ermont puis Saint-Ouen-l'Aumône, avant de bifurquer vers Creil en suivant la vallée de l'Oise.
Lors de la révolte du peuple de Paris pendant les journées de Juin (en 1848), la station de Saint-Denis des chemins de fer du Nord est incendiée peu après que l'embarcadère du Nord à Paris soit totalement dévasté.

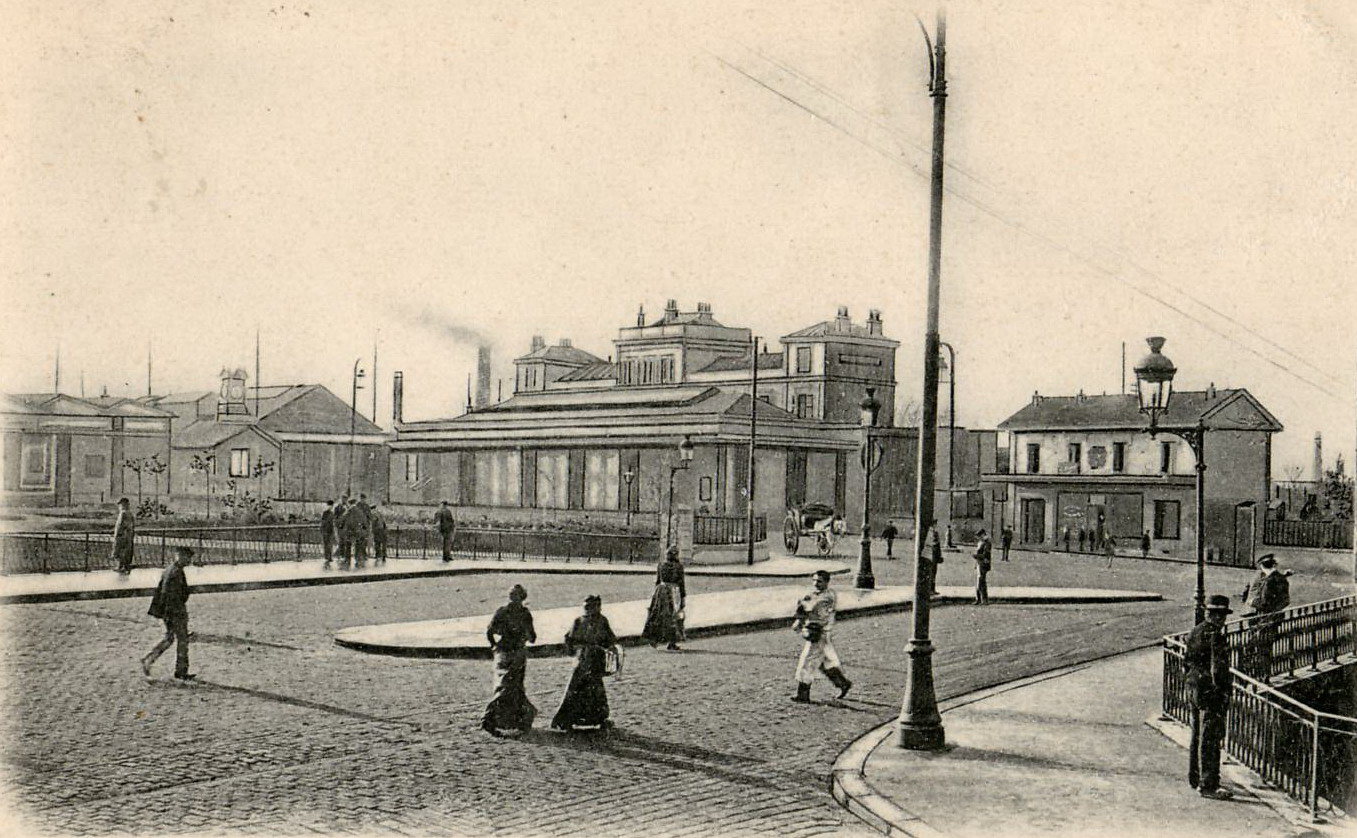
La gare au début du XX.

La ligne plus directe Saint-Denis – Creil via Survilliers est ouverte en 1859 après six ans d'études.
Un court raccordement en forte pente et en courbe reliait la gare de Saint-Denis au quai du canal en contrebas, pour la desserte marchandises de ce dernier. L'emplacement de ce raccordement, à l'extrémité ouest de la gare, est réutilisé lors de travaux d'aménagement des voies de la gare dans les années 1970, pour y implanter l'actuelle voie 7.
En 2009, les abords de la gare sont connus pour être un centre majeur du trafic de crack en Île-de-France.
Le parvis de la gare est réaménagé en 2011 par Plaine Commune, dans le cadre de la « piétonisation » du quartier de la Gare et de la création de la ligne 8 du tramway d'Île-de-France.

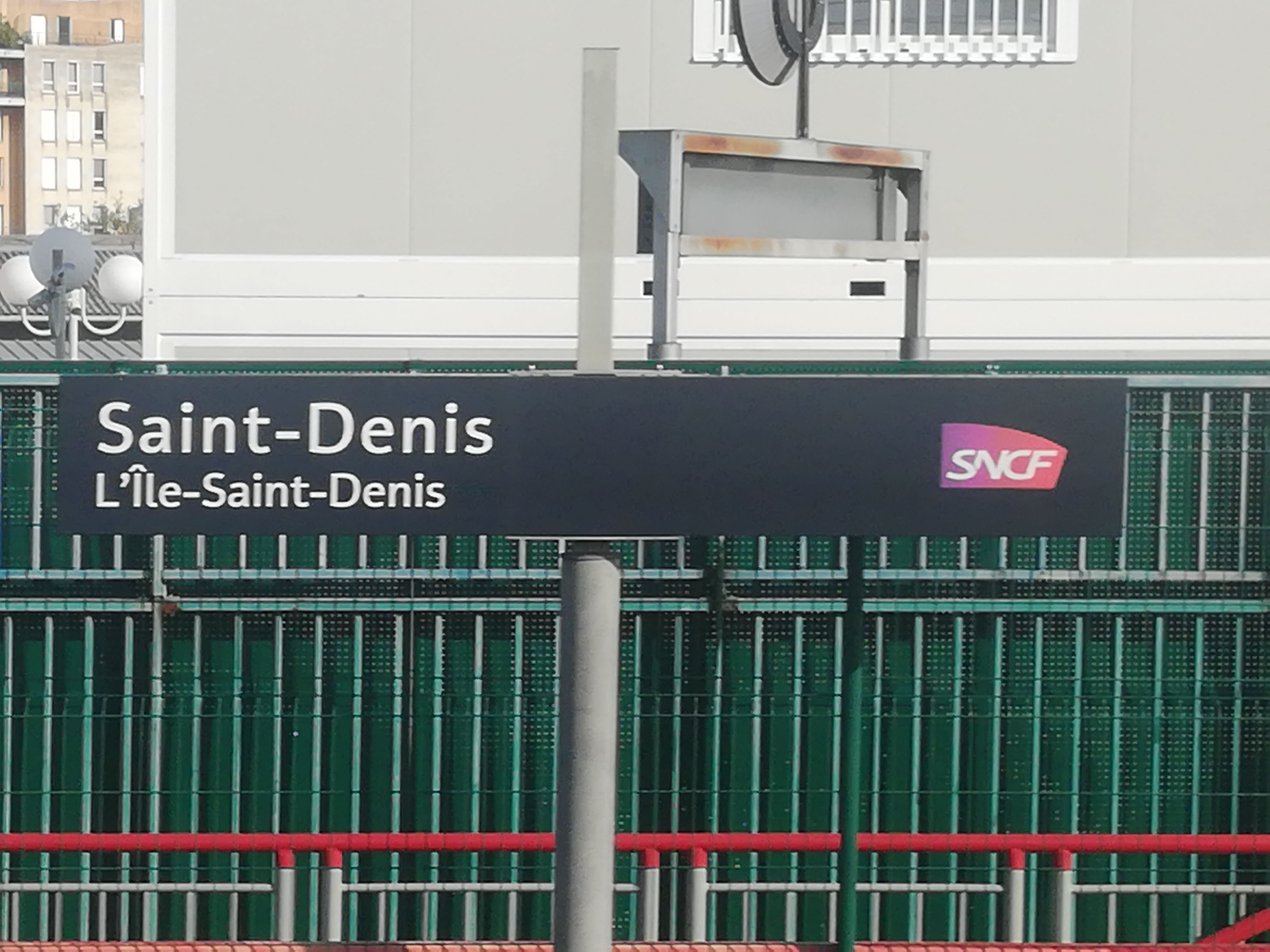
Plaque portant le nom de la gare (Saint-Denis)
et de la commune limitrophe
(L’Île-Saint-Denis).

Elle était aussi le terminus de la ligne de tramway T1, terminus situé sur le pont du Canal, dont le prolongement vers Asnières - Gennevilliers - Les Courtilles est réalisé depuis le 15 novembre 2012. Depuis fin 2014, la ligne de tramway T8 dessert également la gare de Saint-Denis, donnant ainsi un accès aisé à Villetaneuse et Épinay-sur-Seine, puis, ultérieurement, au quartier de La Plaine Saint-Denis.
En juillet 2015, de nouvelles plaques signalétiques apparaissent sur les quais de la gare, où est ajoutée la mention L'Île-Saint-Denis, qui rappelle la desserte indirecte de cette commune située environ à 450 m de l'établissement et souvent considérée, à tort, comme une partie de Saint-Denis.
En janvier 2016, les flux de voyageurs sont réorganisés entre les différents souterrains et les accès. L'opération a pour buts de lutter contre la fraude et d'éviter les croisements difficiles (« de gros bouchons ») entre les personnes entrant et sortant de l'établissement.

## Fréquentation
De 2015 à 2023, selon les estimations de la SNCF, la fréquentation annuelle de la gare s'élève aux nombres indiqués dans le tableau ci-dessous.
| Année     | 2015       | 2016       | 2017       | 2018       | 2019       | 2020       | 2021       | 2022       | 2023       |
| --------- | ---------- | ---------- | ---------- | ---------- | ---------- | ---------- | ---------- | ---------- | ---------- |
| Voyageurs | 32 140 562 | 32 732 352 | 33 275 543 | 32 855 279 | 32 141 497 | 16 128 368 | 23 803 027 | 26 902 902 | 28 530 643 |

## Service des voyageurs

### Accueil
Gare SNCF Transilien, elle dispose d'un bâtiment voyageurs ouvert tous les jours, avec un guichet ouvert du lundi au vendredi pour l'achat de titres de transport Grandes lignes. Elle est équipée d'automates Transilien et Grandes lignes, ainsi que d'un « système d'information sur les horaires des trains en temps réel ». Pour les personnes à la mobilité réduite, elle dispose d'un guichet adapté, de bandes d'éveil et vigilance sur les quais et de boucles magnétiques. Une boutique Relay, un distributeur de boissons / friandises et une boîte aux lettres y sont installés.

### Desserte

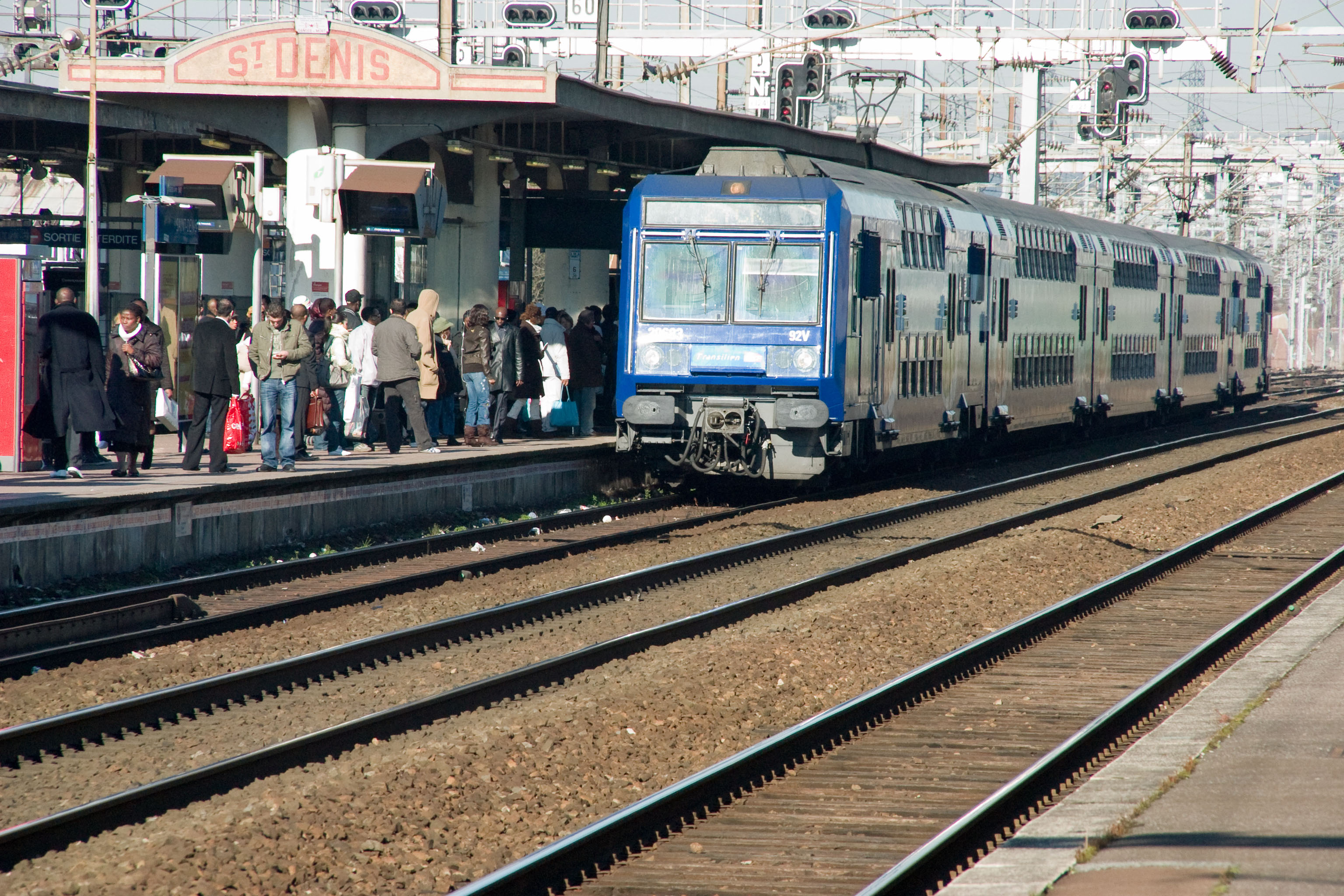
Rame Z 20500 no 92V (rénovée en 2007), assurant une mission ZYCK à destination de Melun via Combs-la-Ville.

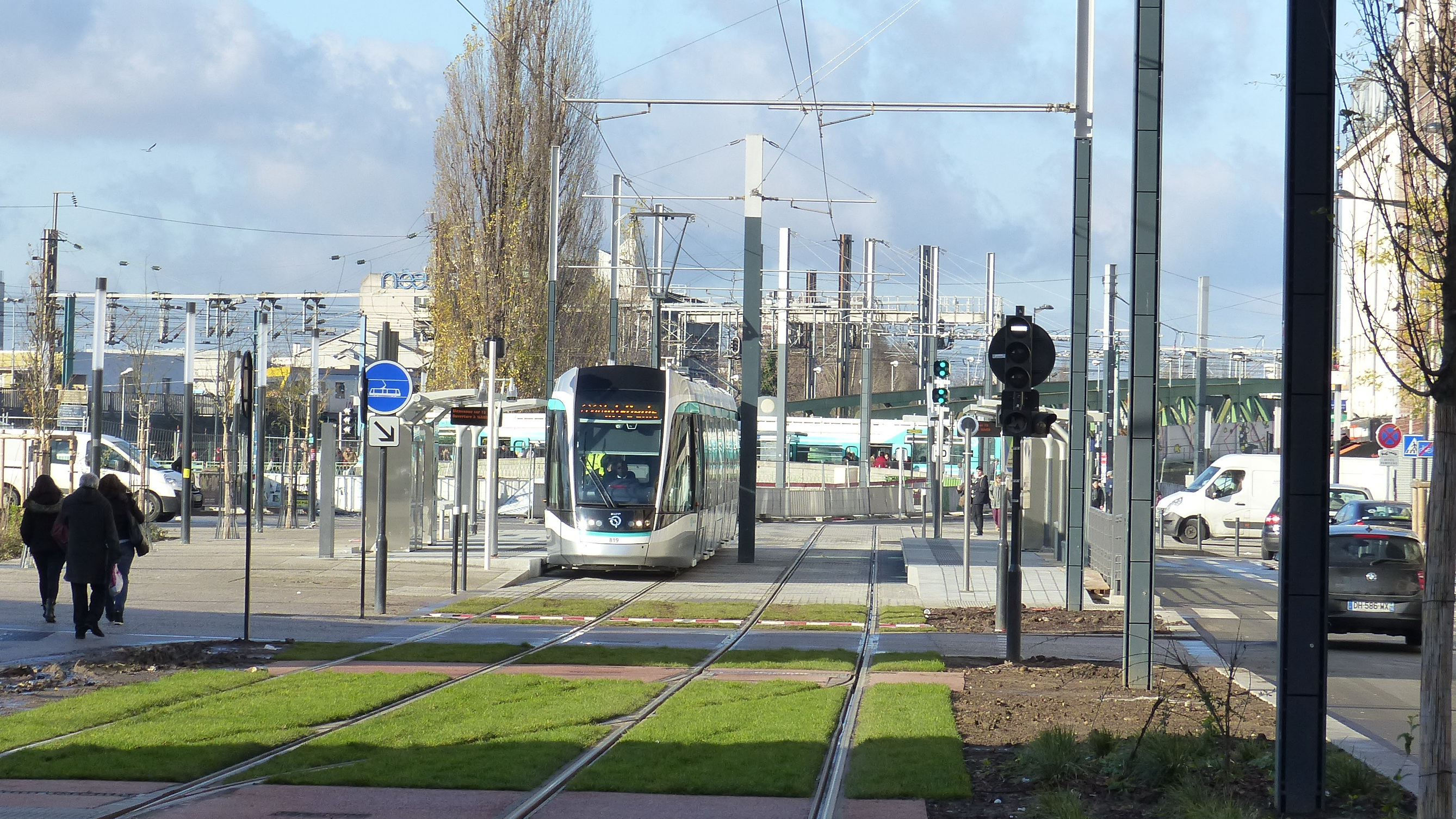
La station du T8 et, en arrière-plan, celle du T1.

La gare est desservie par les trains :
- de la ligne D du RER ;
- et de la ligne H du réseau Transilien Paris-Nord.

Les voies et leurs quais respectifs sont affectés comme suit :
- voie 1 et voie sans quai : voies où circulent les liaisons ne desservant pas Saint-Denis (Eurostar, TGV inOui, Ouigo Train Classique et TER Hauts-de-France — exception faite des TER en provenance ou à destination de Beauvais), traversant la gare à la vitesse limite de 120 km/h ;
- voie 2 : ligne RER D ; direction : Melun (par Combs-la-Ville) [D2] ou Corbeil-Essonnes [D6] ; provenance : Creil [D3], Orry-la-Ville - Coye [D1], Villiers-le-Bel - Gonesse [D7] ou Goussainville [D5] ;
- voie 3 : ligne RER D ; direction : Creil [D3], Orry-la-Ville - Coye [D1], Villiers-le-Bel - Gonesse [D7] ou Goussainville [D5] ; provenance : Melun (par Combs-la-Ville) [D2] ou Corbeil-Essonnes [D6] ;
- voie 4 : ligne Transilien H ; direction : Paris-Nord ; provenance : Luzarches ou Persan - Beaumont (par Montsoult) ;
- voie 5 : ligne Transilien H ; direction : Paris-Nord ; provenance : Pontoise ou Persan - Beaumont (par Ermont) ;
- voie 6 : ligne Transilien H ; direction : Pontoise ou Persan - Beaumont (par Ermont) ; provenance : Paris-Nord ;
- voie 7 : ligne Transilien H ; direction : Luzarches ou Persan - Beaumont (par Montsoult) ; provenance : Paris-Nord.

Excepté le quai de la voie 1 (inutilisé, mesurant au total 192 mètres), chaque autre quai de cette gare a une longueur utile de 280 mètres. Par ailleurs, la gare est quotidiennement traversée par un total de 900 trains (qu'ils s'y arrêtent ou non).

### Intermodalité
Un parc pour les vélos et un parking payant (Marcel Sembat, dont la capacité est de 374 places) sont aménagés à ses abords.
La gare est desservie par les lignes de tramway T1 et T8, et par les lignes 170, 254 et 274 du réseau de bus RATP. À distance, elle est également desservie par le bus 255 et la ligne Noctilien N44, à l'arrêt Église-Théâtre Gérard Philipe, ainsi que par le Noctilien N51 à l'arrêt Rue du Port.

## Poste de commande centralisée du réseau

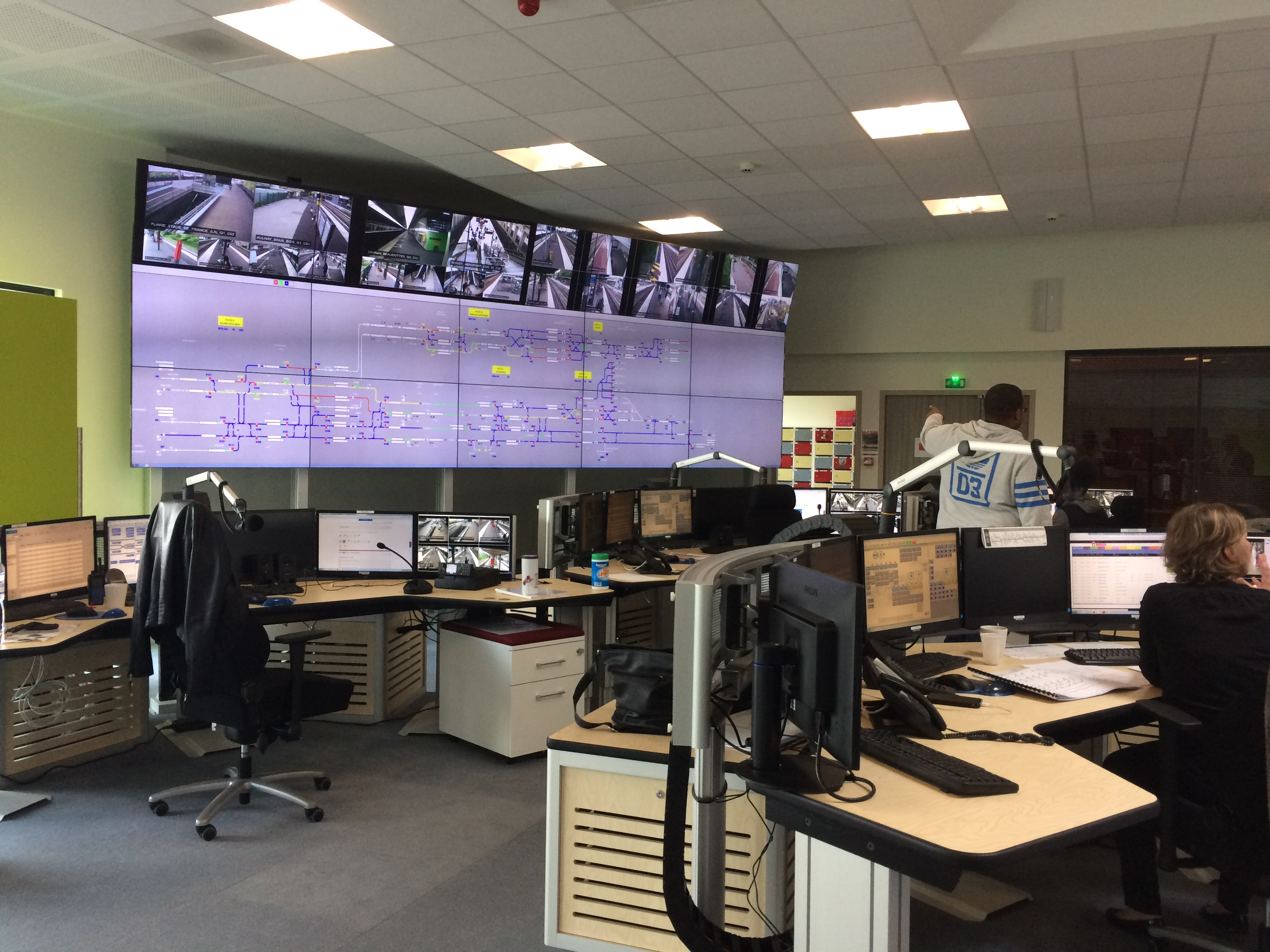
Une partie de la salle de contrôle du trafic, dans le CCR.

Le poste de commande centralisé du réseau (CCR) de Saint-Denis est établi à proximité de la gare ; il doit télécommander à terme tous les postes d'aiguillage des lignes du réseau Paris-Nord. Il est mis en service en plusieurs phases, jusqu'en 2018. Une première étape a été réalisée avec le basculement des branches Mitry et Roissy de la ligne B du RER vers le CCR, les 11 et 12 mars 2017,,. Les 12 et 13 août 2017, une deuxième étape bascule la gestion du tronçon entre La Plaine Saint-Denis et Aulnay-sous-Bois. Une troisième étape, réalisée les 20 et 21 octobre 2018, concerne le trafic sur les sections entre Paris-Nord et La Plaine - Stade de France, d'une part, et entre Paris-Nord et Saint-Denis, d'autre part ; cela occasionne notamment une interruption totale de la circulation des trains à la gare du Nord, dans la soirée du 20 octobre.

## Patrimoine ferroviaire
Le bâtiment voyageurs date des débuts de la ligne[Quand ?] ; il a été agrandi à plusieurs reprises au cours du temps.
Le bâtiment principal, très étroit, comprend un pavillon central à deux étages de trois travées sous une toiture longitudinale à deux croupes. Ce pavillon est flanqué de deux ailes à étage, munies de trois travées et de deux pavillons latéraux de deux étages sous une toiture transversale à deux croupes. Les pavillons latéraux sont légèrement plus bas que le pavillon central.
Côté rue, un grand bâtiment sans étage, de même longueur que le bâtiment historique et plus profond, se greffe sur le bâtiment principal et sert de hall de gare ; en raison de la surélévation des voies, ce second bâtiment est plus haut côté rue.
La façade de l'ensemble est en pierre de taille et la toiture est en zinc depuis le XIXe siècle. Les percements du bâtiment historique sont rectangulaires ; ceux de la partie basse et du rez-de-chaussée, côté voies, de l'ancien bâtiment, sont munis d'un linteau métallique. Au cours du XXe siècle, la toiture de la partie basse a été altérée, en réduisant la pente du toit et en supprimant la verrière à lanterneau ; les deux ailes latérales du bâtiment haut ont également été altérées avec la création d'un niveau supplémentaire mansardé.
L'aspect du bâtiment voyageurs avant la construction de la partie basse est inconnu.

Le bâtiment voyageurs.
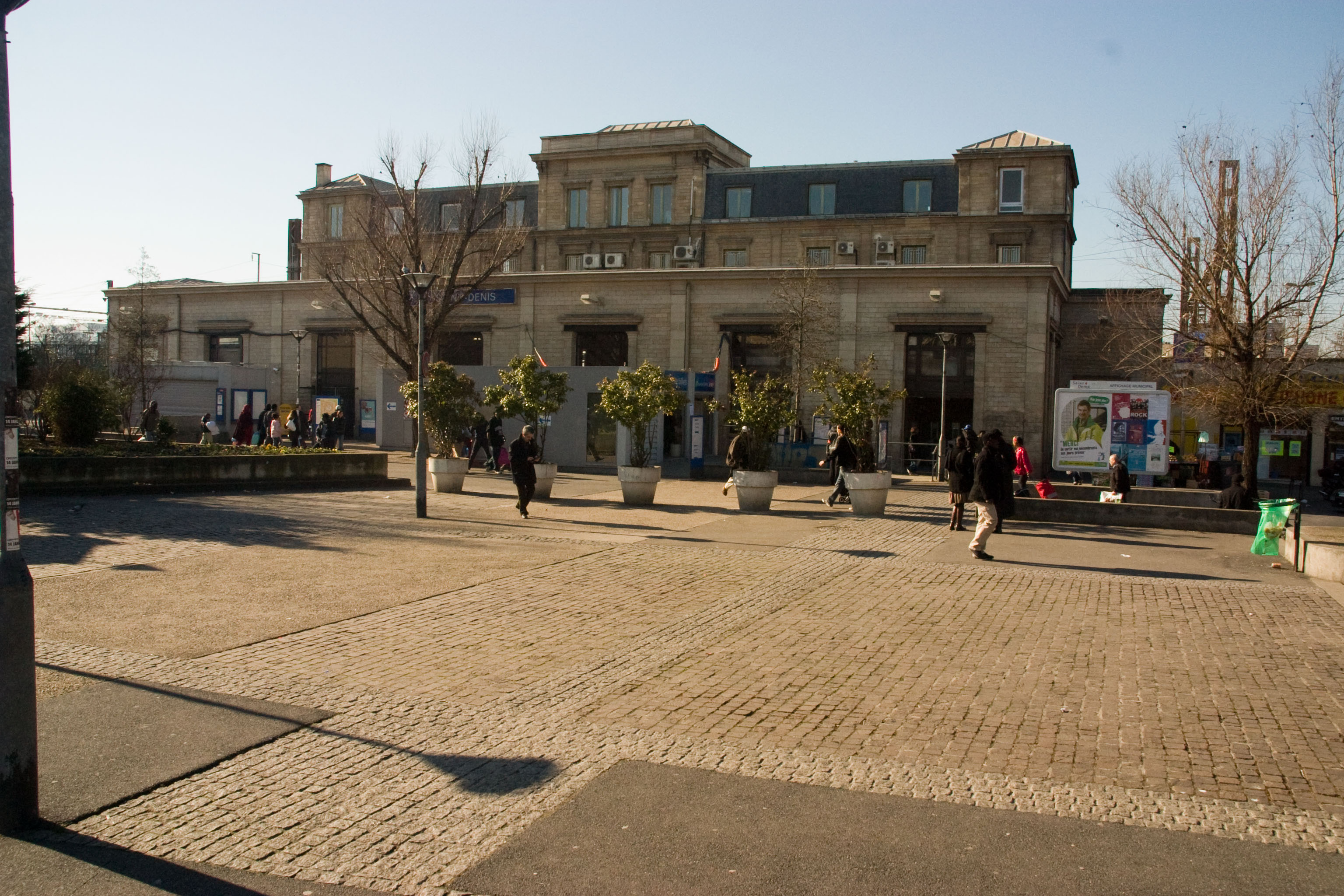
Bâtiment voyageurs, côté rue.
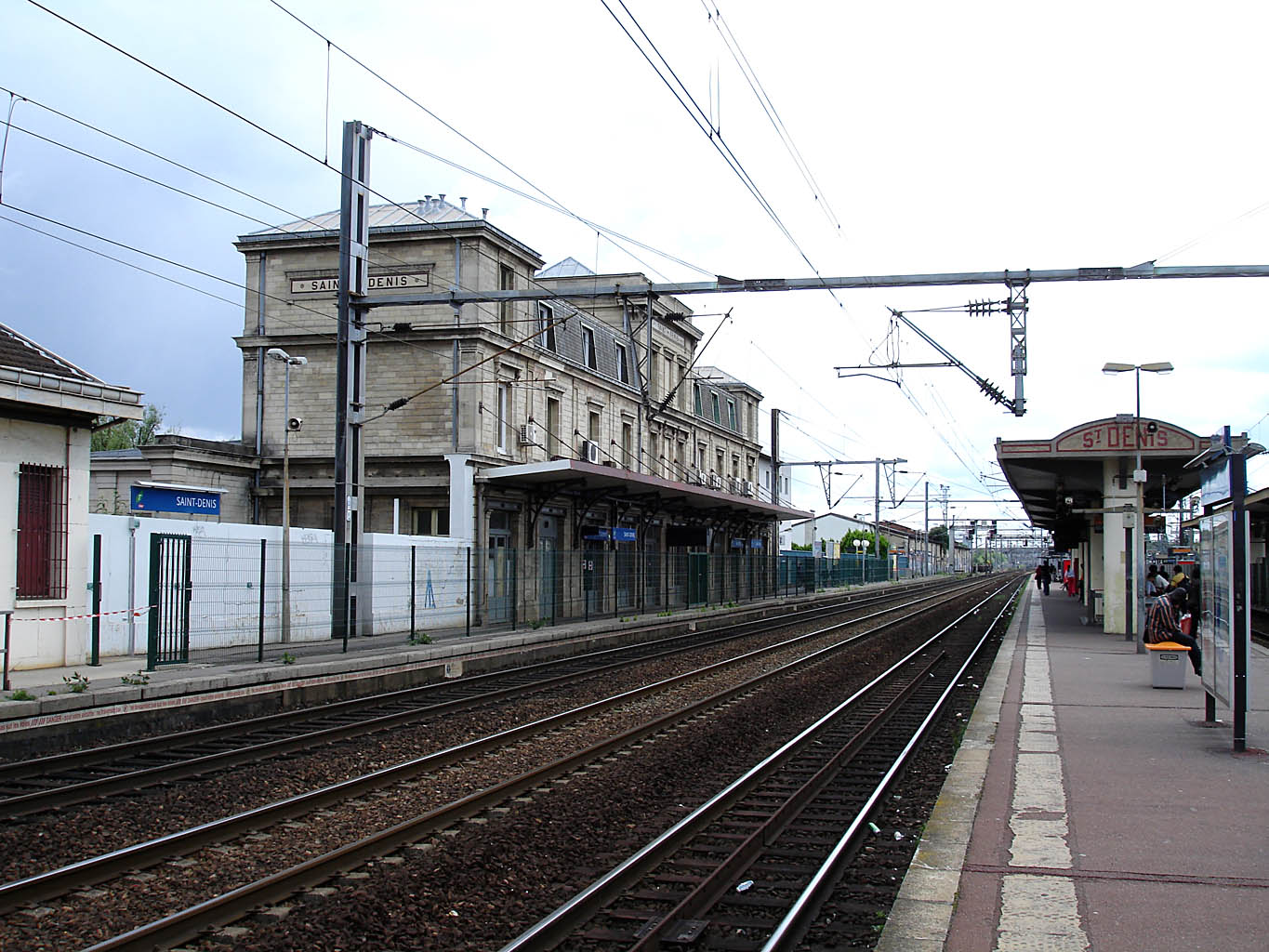
Côté voies.
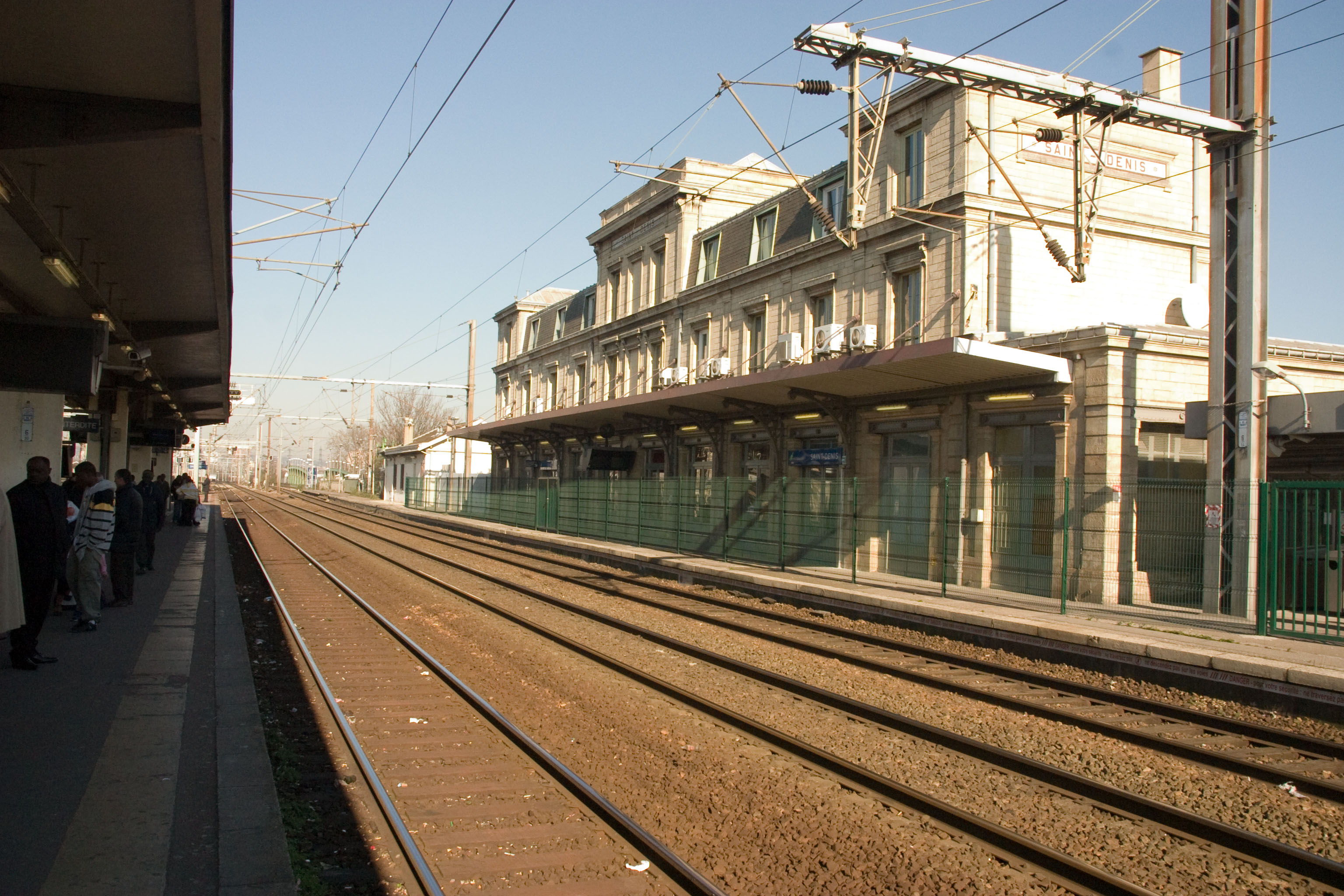
Côté voies.
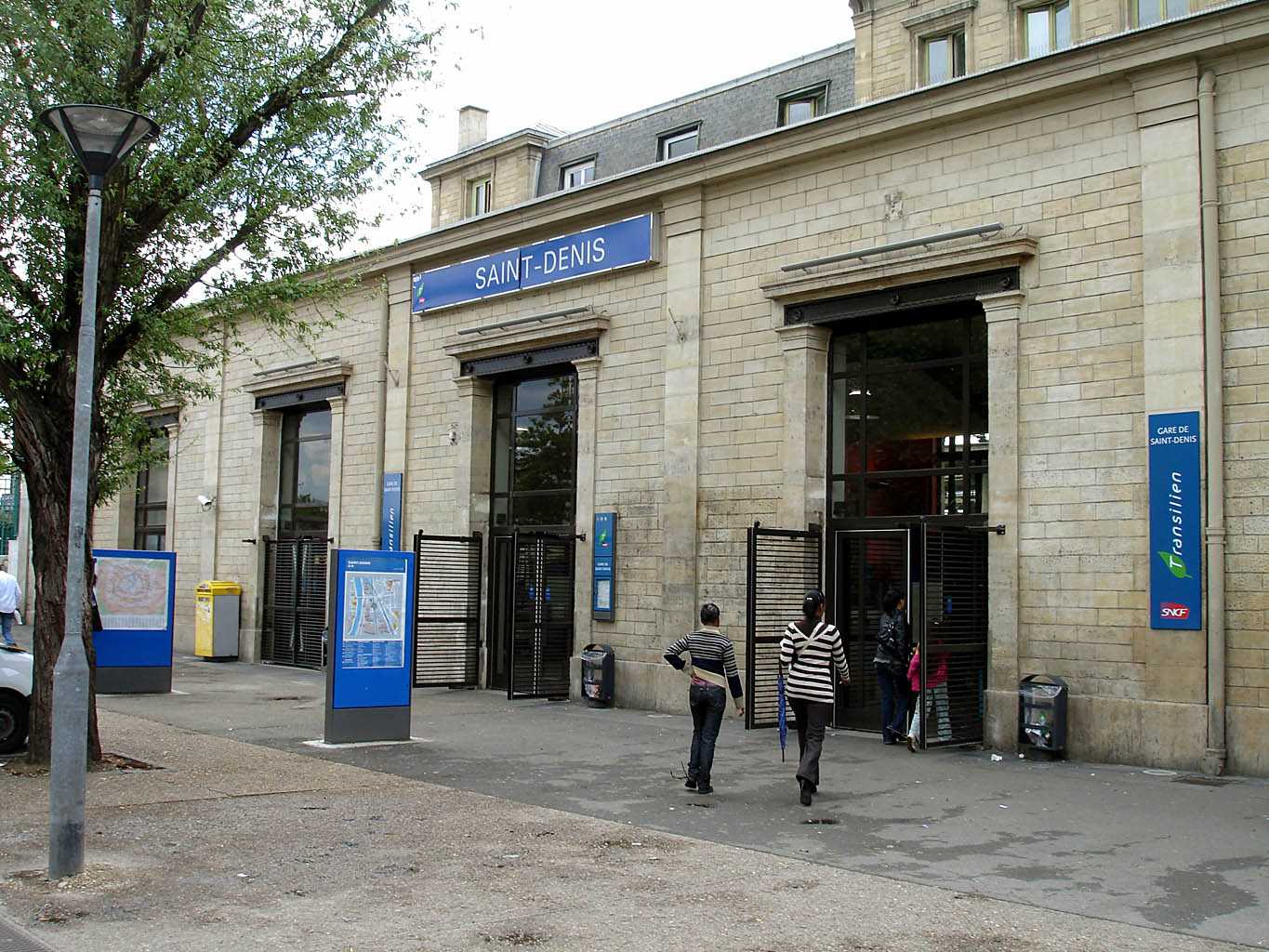
Côté rue, la partie basse masque le reste du bâtiment.

## Projets

### Restructuration du site de la gare
Des travaux sont prévus à l'ouest de la gare, pour y aménager un nouveau parvis donnant sur la rue Charles-Michels et le nouveau quartier Gare-confluence.

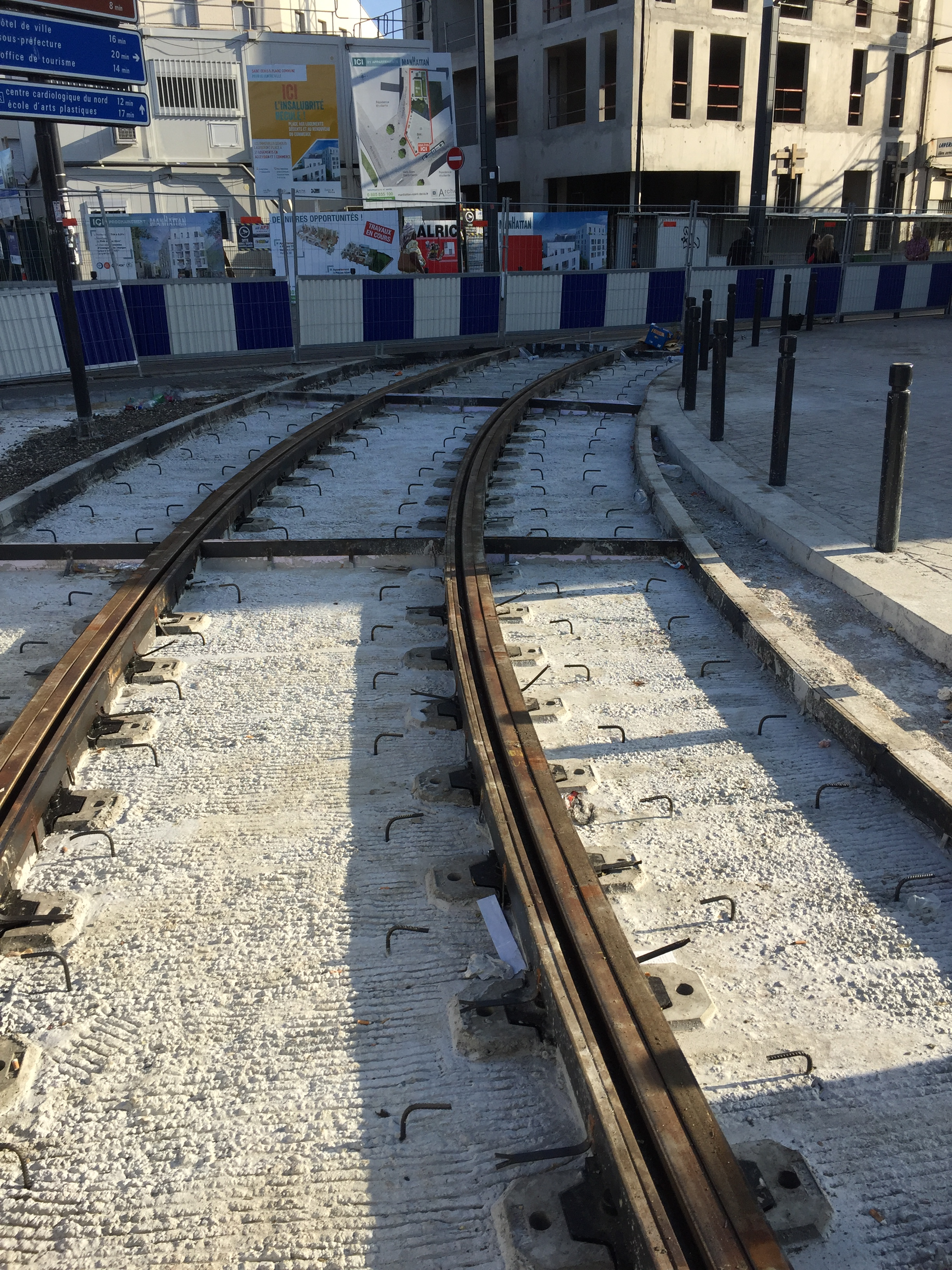
L'interconnexion en travaux, durant l'été 2018.

Une enquête publique est lancée, du 11 septembre au 6 octobre 2017, sur les projets de réaménagement de cette gare, dont Île-de-France Mobilités prévoit qu'elle verra son trafic croître de 70 % entre 2017 et 2030, pour passer de 90 000 à 150 000 voyageurs par jour. Le projet est chiffré à 65 millions d'euros ; les travaux, qui doivent commencer en 2018, ont pour buts d'accroître les capacités d'échanges de la gare ainsi que son accessibilité aux personnes à mobilité réduite (par le rehaussement des quais), de créer un nouveau passage souterrain pour accéder aux voies (depuis l'est et l'ouest) avec des ascenseurs, des escaliers mécaniques et des escaliers fixes, et d'améliorer le souterrain sud existant. Le chantier débute en mars et surtout en avril 2019 ; il doit d'achever en 2024.

### Raccordement entre les tramways T1 et T8
Lors de la réalisation de la ligne 8 du tramway, les communications pour créer le raccordement entre les deux lignes avaient été posées, mais ce raccordement à voie unique n'avait pas été terminé. En juin 2018, la RATP a lancé des travaux pour le finir, qui devaient être achevés en octobre de la même année,.